# Orconectes nais
Orconectes nais är en kräftdjursart som först beskrevs av Faxon 1885.  Orconectes nais ingår i släktet Orconectes och familjen Cambaridae. IUCN kategoriserar arten globalt som livskraftig. Inga underarter finns listade i Catalogue of Life.